# Suddivisioni del Vietnam

Schema delle suddivisioni amministrative del Vietnam, articolate sui 3 livelli amministrativi essenziali

Le varie entità amministrative della Repubblica Socialista del Vietnam si articolano su 3 livelli.

## Primo livello

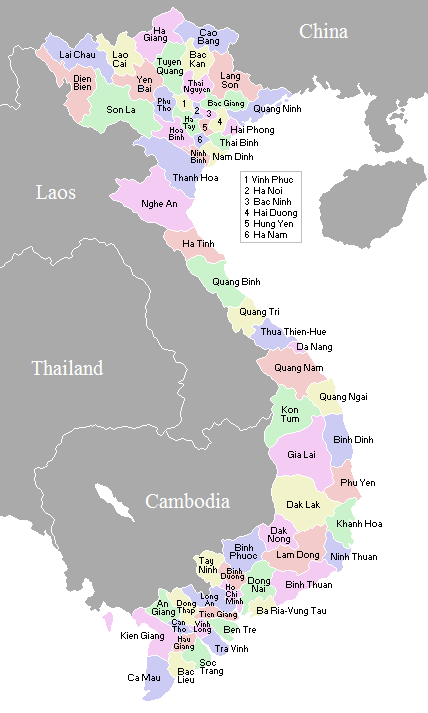
Province del Vietnam

Appartengono a questo livello amministrativo le 58 province (tỉnh, in vietnamita) e le 5 municipalità (thành phố trực thuộc trung ương), corrispondenti a grandi città.
Le 5 città sono:
- Cần Thơ
- Đà Nẵng
- Haiphong
- Hanoi
- Ho Chi Minh

## Secondo livello
Appartengono a questo livello amministrativo i distretti (huyện), le città dipendenti dalla provincia (thành phố trực thuộc tỉnh), le cittadine-distretto (thị xã) e i distretti urbani (quận).
Le province sono suddivise in:
- distretti (huyện), di tipo rurale;
- città dipendenti dalla provincia (thành phố trực thuộc tỉnh), che rappresentano i maggiori centri urbani delle province; ogni provincia ne ha almeno una che generalmente è anche il suo capoluogo;
- cittadine-distretto (thị xã).

Le municipalità sono invece suddivise in:
- distretti urbani (quận);
- cittadine-distretto (thị xã);
- distretti (huyện), di tipo rurale.

## Terzo livello
Appartengono a questo livello amministrativo le circoscrizioni (phường), le cittadine-comune (thị trấn) e i comuni rurali (xã). In tutto, al 2013, si contano 9001 xã, 1545 Phường e 615 thị trấn.
Le divisioni di secondo livello si suddividono tuttavia in modi differenti:
- i distretti (huyện) si dividono in:
  - cittadine-comune (thị trấn)
  - comuni rurali (xã)
- le città dipendenti dalla provincia (thành phố trực thuộc tỉnh) si dividono in: 
  - sottodistretti urbani (Phường)
  - comuni (xã)
- le cittadine-distretto (thị xã) si dividono in 
  - circoscrizioni (phường)
  - comuni rurali (xã)
- i distretti urbani (quận) si dividono in 
  - circoscrizioni (phường)

## Regioni
Talvolta le province e municipalità sono raggruppate in 8 regioni, anche se queste non hanno nessuna funzione amministrativa.

Regioni del Vietnam

- Nord Occidentale (Tây Bắc) con quattro province, poste nella parte nord-occidentale del Vietnam; due di queste confinano con il Laos ed una con la Cina.

- Nord Orientale (Đông Bắc) con undici province (molte montuose), poste a nord delle pianure del Fiume Rosso.

- Delta del fiume Rosso (Đồng bằng sông Hồng) con nove piccole ma popolose province attorno al Fiume Rosso, comprende la capitale Hanoi e il municipio di Haiphong (entrambi sono municipalità indipendenti dalle province).

- Costa Centro-Settentrionale (Bắc Trung Bộ) con sei province nella metà settentrionale della stretta striscia centrale del Vietnam. Tutte le province di questa regione sono strisce di terra dalla costa a est fino al confine laotiano a ovest.

- Costa Centro-Meridionale (Nam Trung Bộ) con cinque province costiere nella metà meridionale della stretta striscia centrale del Vietnam. In questo il Vietnam è più largo che nella Costa Centro-Settentrionale e le zone interne formano province separate. La regione comprende anche la municipalità indipendente di Đà Nẵng.

- Altipiani Centrali (Tây Nguyên) con le cinque province interne (in gran parte montagnose) del Vietnam centro-meridionale, per lo più abitate da minoranze etniche, come anche da molti Viet.

- Sud Orientale (Đông Nam Bộ) comprende le pianure del Vietnam meridionale a nord del delta del Mekong. Le province sono in tutto sette, più la municipalità indipendente di Ho Chi Minh.

- Delta del fiume Mekong (Đồng bằng sông Cửu Long) è la regione più meridionale del Vietnam e comprende dodici province per lo più piccole e popolose, più la municipalità indipendente di Cần Thơ. La regione è anche chiamata Sudoccidentale (Tây Nam Bộ).